# Feel (студия)
Feel (яп. 有限会社フィール Ю:гэнгайся Фи:ру, стилизовано как feel.) — японская аниме-студия, основанная бывшими сотрудниками Studio Pierrot.

## История
Feel была основана в Мусасино 26 декабря 2002 года Макото Рюгасаки, работающим ранее в Studio Pierrot. В 2007 году компания переехала в свой нынешний офис, в Коганеи.
Некоторое время Feel была вовлечена в производство других анимационных студий, а в 2005 году занялась своей первой адаптацией манги Jinki, выпустив аниме-сериал Jinki: Extend. В 2008 году студия работала вместе с Gainax над сериалом Shikabane Hime.

## Работы
2002 год
- Ghost in the Shell: Stand Alone Complex

2003 год
- Ai Shimai 2: Futari no Kajitsu
- D.C.: Da Capo
- Growlanser IV: Wayfarer of Time

2004 год
- School Rumble

2005 год
- Jinki: Extend
- Futakoi Alternative
- Hachimitsu to Kuroba
- Trinity Blood
- Da Capo: Second Season
- Ichigo Mashimaro
- Ginban Kaleidoscope
- Karin

2006 год
- Hachimitsu to Kuroba II
- Coyote Ragtime Show
- Otome wa Boku ni Koishiteru

2007 год
- Nagasarete Airantou
- Strait Jacket

2008 год
- Shikabane Hime: Aka
- Kissxsis

2009 год
- Shikabane Hime: Kuro
- Kanamemo

2010 год
- Yosuga no Sora
- Fortune Arterial: Akai Yakusoku

2011 год
- Mayo Chiki!

2012 год
- Papa no Iukoto o Kikinasai!
- Dakara Boku wa, H ga Dekinai.
- Minami-ke: Omatase

2013 год
- Ketsuekigata-kun!
- Minami-ke: Tadaima
- Minami-ke: Natsuyasumi
- Outbreak Company

2014 год
- Locodol
- Jinsei
- Ushinawareta Mirai wo Motomete

2015 год
- Ketsuekigata-kun! 2
- Yahari Ore no Seishun Love Comedy wa Machigatteiru. Zoku
- Bikini Warriors
- Makura no Danshi
- Suzakinishi the Animation
- Ketsuekigata-kun! 3

2016 год
- Dagashi Kashi
- Oshiete! Galko-chan
- Kono Bijutsubu ni wa Mondai ga Aru!
- Kakuchou Shoujo Kei Trinary

2017 год
- Tsuki ga Kirei

2020 год
- Yahari Ore no Seishun Love Comedy wa Machigatteiru. Kan
- Dropout Idol Fruit Tart

2021 год
- Remake Our Life

2022 год
- The Yakuza's Guide to Babysitting

2023 год
- Spy Classroom

2025 год
- Li’l Miss Vampire Can’t Suck Right